# Terminator: Genisys
Terminator: Genisys (Originaltitel: Terminator Genisys) ist ein US-amerikanischer Science-Fiction-Film des Regisseurs Alan Taylor, der am 1. Juli 2015 in den Vereinigten Staaten in die Kinos kam und am 9. Juli 2015 im deutschsprachigen Raum anlief. Die Weltpremiere von Terminator: Genisys fand bereits am 21. Juni 2015 in Berlin statt. Die Handlung des fünften Teils der Terminator-Reihe spielt in verschiedenen Zeiträumen zwischen 1984 und 2029. Die geschichtlichen Ereignisse und somit die gesamte Rahmenhandlung des Terminator-Universums laufen jedoch – beginnend mit einer Zeitreise ins Jahr 1973, von der in keinem bisherigen Film die Rede war – anders ab als in den Vorgängerfilmen. Terminator: Genisys bietet somit eine alternative Zeitlinie zu den Handlungen in Terminator (1984), Terminator 2 – Tag der Abrechnung (1991), Terminator 3 – Rebellion der Maschinen (2003) und Terminator: Die Erlösung (2009). Laeta Kalogridis und Patrick Lussier waren für das Drehbuch verantwortlich.
Wie zuvor auch schon der vierte Teil der Terminator-Reihe war Terminator: Genisys als Reboot und Auftakt einer neuen Trilogie geplant.

## Handlung

### 2029
Nach einem langen Krieg zwischen dem menschlichen Widerstand, der noch verbliebenen Reste der Menschheit, angeführt von John Connor, und den Maschinen in Form der künstlichen Intelligenz Skynet, steht die Menschheit unmittelbar vor dem endgültigen Sieg über die Maschinen. In einem koordinierten Angriff sollen gleichzeitig Skynets Zentralkern in Colorado sowie eine von Skynet gebaute Zeitmaschine in einem geheimen Skynet-Bunker in Los Angeles vernichtet werden, um zu verhindern, dass Skynet zur Verhinderung von Connors Geburt einen Killer-Roboter – einen sogenannten Terminator – in das Jahr 1984 schickt, wie es John Connor aus den Aufzeichnungen seiner Mutter Sarah Connor entnehmen konnte. Skynet erkennt die bedrohliche Lage und schickt kurz vor seiner militärischen Niederlage mit Hilfe der Zeitmaschine einen Terminator T-800 in das Jahr 1984, um Sarah Connor zu ermorden, bevor diese ihren Sohn John gebären kann. Erst Sekunden später wird Skynets Zentralkern in Colorado vom menschlichen Widerstand zerstört und alle Terminatoren und Maschinen schalten sich augenblicklich ab. John Connor und seine Leute müssen jedoch erkennen, dass sie zu spät kommen und Skynet bereits einen Terminator in die Zeit zurückgeschickt hat. Es wird beschlossen, einen Soldaten des Widerstands ebenfalls in das Jahr 1984 zu schicken, um Connors Mutter vor dem Terminator zu schützen. Unter den vielen Freiwilligen meldet sich auch Kyle Reese, von dem Connor aus den Aufzeichnungen seiner Mutter weiß, dass dieser sein Vater ist bzw. sein wird und dass er ihn in die Vergangenheit schicken muss, damit er selbst von Reese und seiner Mutter im Jahr 1984 überhaupt erst gezeugt werden kann. Gerade als Reese seine Zeitreise startet, erlebt dieser noch kurz, wie John Connor von einem bisher unbekannten Terminator-Modell (T-5000) angegriffen wird. Während der Zeitreise sieht Kyle sich selbst als Kind in einer alternativen Zeitlinie, in der Der Tag der Abrechnung nie stattfand und in der er im friedlichen Jahr 2017 als Geburtstagsgeschenk ein Genisys erhält. Gleichzeitig hört er jedoch, wie sein alternatives Ich sagt, dass Genisys Skynet wäre und dass – sobald Genisys online geht – der Tag der Abrechnung beginnen würde. Kyle könne Skynet „töten“, bevor es geboren würde.

### 1984
Sowohl der T-800 als auch Kyle Reese kommen wie im ersten Terminator-Film im Jahr 1984 an. Als der T-800 versucht, sich der Kleidung einiger Punks zu bemächtigen, taucht ein weiterer T-800 auf, der den zeitreisenden T-800 bekämpft, bis dieser schließlich mit einem gezielten Schuss aus einer großkalibrigen, panzerbrechenden Waffe zerstört wird. Kyle Reese hingegen trifft unerwartet auf einen ihm unbekannten Terminator des aus einer Flüssigmetall-Legierung bestehenden T-1000-Modells und versucht verzweifelt, vor diesem zu fliehen. Gerettet wird er schließlich von einer unerwartet selbstbewussten Sarah Connor, die von dem zuvor gesehenen T-800, den sie selbst „Paps“ (im Englischen: „Pops“) nennt, unterstützt wird und die auch diejenige war, die den von Skynet zurückgeschickten T-800 mit dem Schuss zerstört hat. Sarah berichtet, dass Paps seit 1973 an ihrer Seite ist, seit ein T-1000 ihre Eltern ermordete und sie daher zu Paps eine väterliche Beziehung aufgebaut hat. Zu Reeses Verwunderung weiß Sarah Connor bereits über alles Bescheid: Über den bevorstehenden Tag der Abrechnung im Jahre 1997, über den von Skynet in der Zeit zurückgeschickten T-800, sogar über den T-1000 und dass sie mit Kyle ihren zukünftigen Sohn John zeugen muss. Letzteres erfährt Reese zunächst nicht, jedoch drängt Paps Sarah immer wieder unsensibel zur Paarung mit Reese. Es gelingt ihr und Paps sogar, den T-1000, auf dessen Ankunft sie sich jahrelang vorbereitet haben, in eine Falle zu locken und in einem Säureregen zu vernichten. Sarah Connor und Paps präsentieren Reese eine selbstgebaute Zeitmaschine, für deren Steuerung sie jedoch den Hauptprozessor eines T-800 benötigen, den sie dem zerstörten T-800 entnehmen, den Skynet aus dem Jahr 2029 geschickt hatte. Sarah Connor will mit Kyle Reese in das Jahr 1997 reisen, um den Tag der Abrechnung zu verhindern. Doch Reese weiß aus der Erinnerung seines parallelen Ichs während der Zeitreise zu berichten, dass sich der Tag der Abrechnung seiner Vision zufolge auf das Jahr 2017 verschoben hat. Paps erklärt, dass Reeses Vision daher stammt, dass es möglich sei, während einer Zeitreise unter bestimmten Umständen Erinnerungen aus alternativen Zeitlinien zu erleben. Sarah Connor erklärt sich schließlich dazu bereit, zusammen mit Reese in das Jahr 2017 zu reisen. Paps hingegen ist gezwungen, die 33 Jahre auf die Ankunft von Sarah Connor und Reese im Jahr 2017 zu warten, da sich seine organischen Komponenten durch den Säureregen im Kampf mit dem T-1000 teilweise aufgelöst haben und er ohne vollständige organische Umhüllung, die zum Regenerieren viele Jahre benötigt, die Zeitmaschine nicht benutzen kann.

### 2017
Im Jahr 2017 angekommen, landen Sarah Connor und Kyle Reese nackt auf einem Highway und werden deswegen von der Polizei festgenommen, noch bevor Paps nach 33 Jahren des Wartens Kontakt zu ihnen aufnehmen kann. Wenig später treffen die beiden in einem Krankenhaus zu ihrer völligen Verwirrung auf den erwachsenen John Connor. Dieser erzählt ihnen, auch er sei mit Hilfe der Zeitmaschine aus dem Jahr 2029 in die Vergangenheit gereist. Trotz ihrer Vorsicht wollen Sarah und Reese, der nun erfahren hat, dass er eigentlich John Connors Vater ist, John trauen, ehe Paps eintrifft und John Connor attackiert. Aufgrund dessen Regenerationsfähigkeiten stellt sich heraus, dass John Connor kein Mensch mehr ist, sondern dass er von Skynet in ein völlig neuartiges Terminator-Modell umgewandelt wurde, in einen T-3000. Im Jahr 2029 hatte Skynet kurz vor der Zerstörung seines Zentralkerns sein Bewusstsein in ein noch fortgeschritteneres Modell – einen T-5000 – transferiert. In dem Moment, als Reese seine Zeitreise aus dem Jahr 2029 in die Vergangenheit startete, hatte dieser von Skynet direkt gesteuerte T-5000 Connor angegriffen und ihn mit Hilfe von Nanotechnologie durch Umwandlung von Connors Körperzellen auf molekularer Ebene in den T-3000 verwandelt, der nun nur noch Skynets Willen ausführt. John Connor als Mensch existiert nicht mehr. Der T-3000 verfügt jedoch weiterhin über die vollständigen Erinnerungen Connors und ist auch in der Lage, dessen Emotionen und Persönlichkeit perfekt zu simulieren. Unmittelbar danach schickte Skynet den aus John Connor entstandenen T-3000 mit Hilfe der Zeitmaschine aus dem Jahr 2029 in das Jahr 2014, wo dieser nach der Verhinderung des ursprünglichen Tages der Abrechnung (1997) nun eine neue Möglichkeit realisieren sollte, Skynet zu erschaffen. Der T-3000 gab sich seit seiner Ankunft im Jahr 2014 als Mensch aus und sorgte mit seinem technologischen Wissen aus der Zukunft dafür, dass bei der Firma Cyberdyne Systems ohne das Wissen der beteiligten Menschen unter der Leitung von Miles und Danny Dyson die Grundlagen für Skynets Entstehung und dessen Machtübernahme entwickelt werden konnten. Sowohl die Entwicklung der künstlichen Intelligenz von Skynet selbst, als auch die Entwicklung der Zeitmaschine und die Entwicklung der flüssigen Metalllegierung, aus denen die T-1000-Modelle bestehen, wurden auf diese Weise entscheidend vorangetrieben, sind jedoch noch nicht abgeschlossen. Die Zeitmaschine ist noch nicht fertig und würde bei ihrer Benutzung alles zerstören bzw. vernichten, was sich in ihr befindet. Die flüssige Metalllegierung kann noch nicht zur Erschaffung von Modell-1000-Terminatoren benutzt werden, da der dazu nötige Hauptprozessor, von dem alle Terminatoren gesteuert werden, noch nicht existiert.
Der T-3000 versucht nun im Jahr 2017 vergeblich, Reese und Sarah Connor davon zu überzeugen, ihm dabei zu helfen, Skynet zu erschaffen. Sarah Connor, Reese und Paps können entkommen. Als einzige Schwachstelle des T-3000 stellen sich dabei starke Magnetfelder heraus. Letzten Endes kann Paps sich und den T-3000 in die Zeitmaschine zwingen, mit dem Ziel bei deren Aktivierung sich selbst, den T-3000 und auch den gesamten Cyberdyne-Systems-Gebäudekomplex, in dem sich das Genisys-/Skynet-Rechenzentrum befindet, zu zerstören. Der T-3000 wird schließlich, wie von Paps geplant, in der Zeitmaschine vernichtet. Paps, der bereit ist, sich zu opfern, wird durch Glück während des Kampfes mit dem T-3000 aus der Zeitmaschine herausgeschleudert und landet – fast komplett zerstört – kurz vor der Explosion der Zeitmaschine in einem kleinen See der flüssigen Metalllegierung. Reese und Sarah Connor konnten sich kurz vor der Explosion des gesamten Gebäudekomplexes gerade noch in einem Bunker im Keller von Cyberdyne Systems in Sicherheit bringen. Einige Minuten nach der Explosion scheint ein T-1000 in den Bunker einzubrechen, stellt sich jedoch als der überlebende Paps heraus. Als dieser in die flüssige Metalllegierung geschleudert wurde, kam sein Hauptprozessor in Kontakt mit der Legierung und konnte so seinen ursprünglichen, mechanischen Körper durch einen Körper aus der flüssigen Metalllegierung ersetzen, den er nun mit Hilfe seines Hauptprozessors steuern kann. Paps hat sich damit von einem Modell T-800 zu einem T-1000 weiterentwickelt.
Sarah, Kyle und Paps besuchen den jungen Kyle in seinem ländlichen Elternhaus, wo der erwachsene Kyle seinem jugendlichen Ich einen Merksatz als Botschaft an sich selbst einschärft: "Genisys ist Skynet". Sarah und Kyle sind sich sicher, Skynet vernichtet zu haben, und sehen sich nicht mehr in der Pflicht, mit der Zeugung eines Kindes die Welt zu retten. Dennoch haben sie sich ineinander verliebt und werden ein Paar. Zusammen mit Paps fahren sie im Pick-up-Truck in Richtung Zukunft.
In einer Post-Credit-Szene ist zu sehen, dass Skynet die Explosion überlebt hat und dass sein Kern noch immer funktioniert.

## Hintergrund
Nach der Weltpremiere des Films im Marine Corps Base Camp Pendleton am 14. Juni 2015 fand die Premiere des Films für Europa am 21. Juni 2015 im Berliner Sony Center statt; der Hauptdarsteller Arnold Schwarzenegger war jeweils anwesend. In Mexiko, Kolumbien, Peru, Singapur und in einigen skandinavischen Ländern wurde der Film bereits ab dem 25. und 26. Juni 2015 gezeigt. Zwei Wochen nach dem Kinostart in Nordamerika hatte Terminator: Genisys die Produktionskosten in Höhe von 155 Mio. US-Dollar eingespielt.
Terminator: Genisys wurde als erster Film der Terminator-Reihe mit der FSK-12-Freigabe versehen und damit mit der niedrigsten Altersfreigabe im bisherigen Terminator-Franchise.
Erstmals wird Skynet in der Filmreihe als Hologramm dargestellt. Skynet wurde je nach Alter von Ian Etheridge, Nolan Gross, Seth Meriwether und Matt Smith verkörpert.
Der fünfte Teil der Terminator-Filmreihe sollte dem Franchise wieder zu altem Ruhm verhelfen, denn Terminator: Genisys war vom Filmstudio Paramount als Auftakt einer neuen Trilogie geplant, deren zweiter Teil 2017 und letzter Teil 2018 in die Kinos kommen sollten. Jedoch entwickelte sich Terminator: Genisys zu einem Bubble Movie, einem Film, dessen Erträge laut The Hollywood Reporter einerseits nicht ausreichen, zu einem bestimmten Zeitpunkt über eine Fortsetzung zu entscheiden, die die Produzenten andererseits nicht aufgeben können, weil die in der Zukunft liegenden Teile der Einspielergebnisse des Prequels nicht absehbar sind. Der Film hatte ein moderates Einspielergebnis von rund 278 Millionen Dollar vier Wochen nach dem Kinostart, wodurch Paramount die Sequels und eine ebenfalls geplante TV-Serie infrage stellte. Allerdings mussten die Studios für eine endgültige Entscheidung noch die Einspielergebnisse in China, dem mittlerweile zweitstärksten Kinomarkt der Welt, abwarten, wo der Film am 23. August 2015 in die Kinos kam. Durch den unerwarteten Erfolg nach dem Kinostart in China rückte eine Fortsetzung des Films wieder in greifbare Nähe, doch im Oktober 2015 wurde bekannt, dass die Pläne für eine neue Terminator-Trilogie für unbestimmte Zeit auf Eis gelegt wurden.

## Besetzung

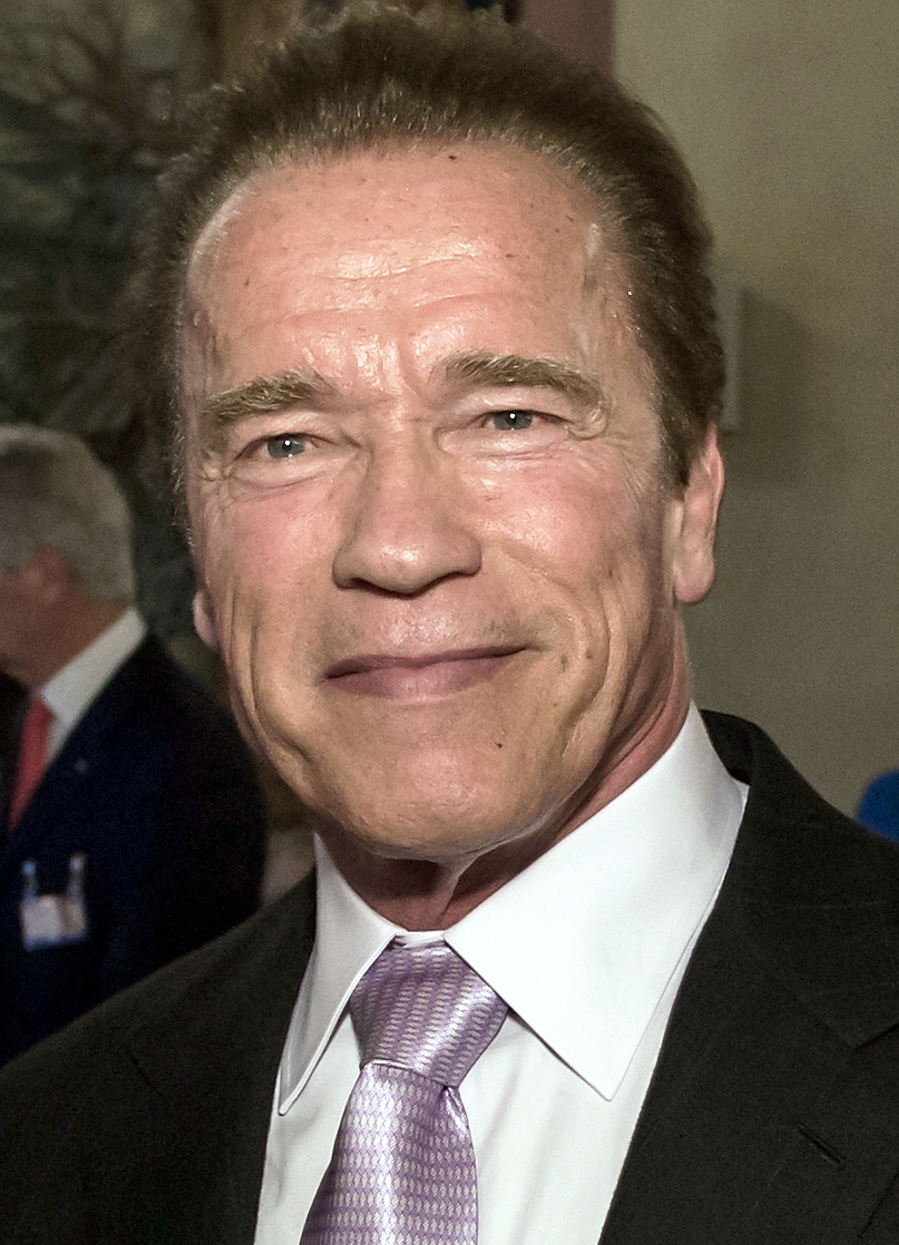
Arnold Schwarzenegger (2015)
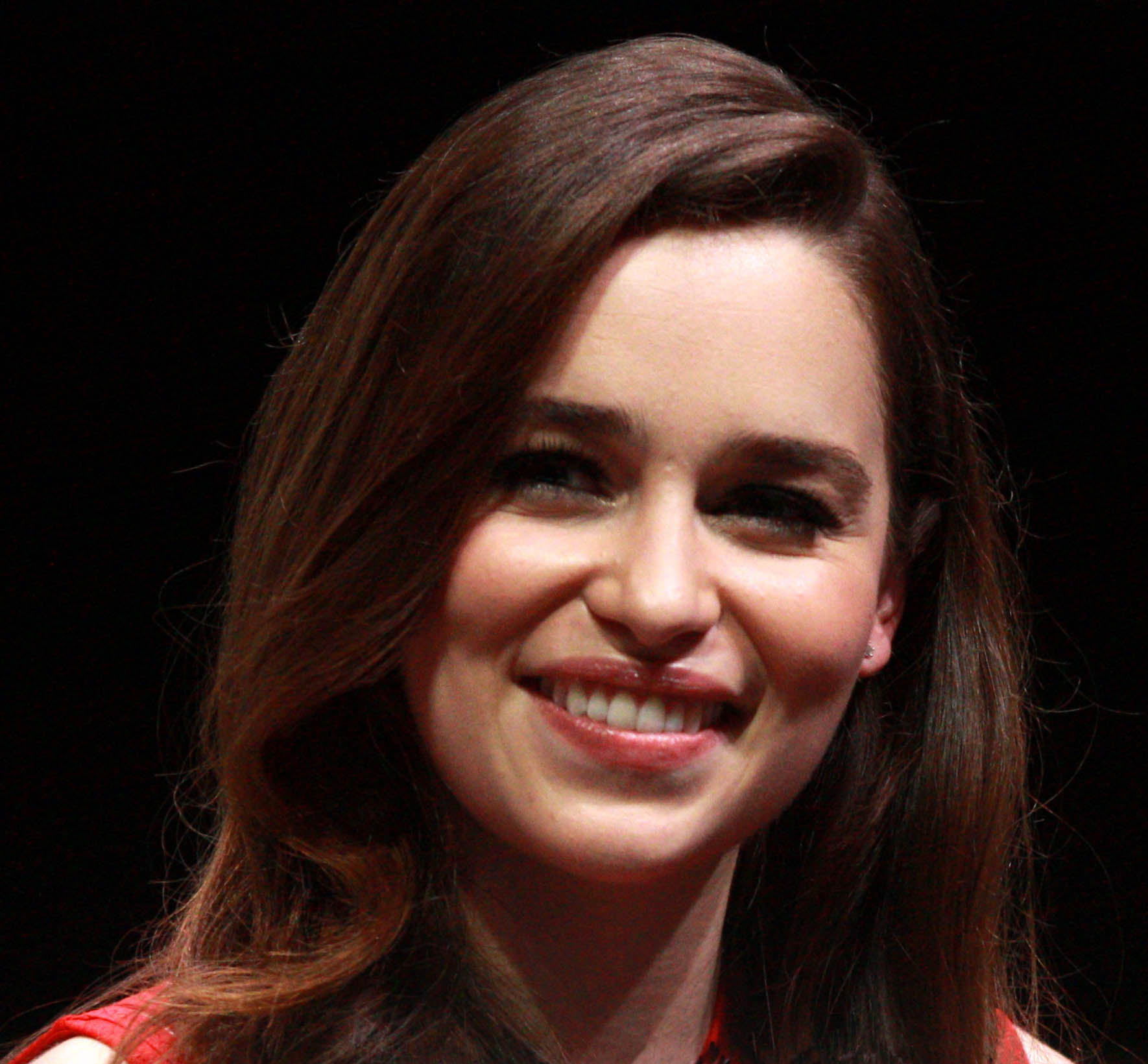
Emilia Clarke (2013)
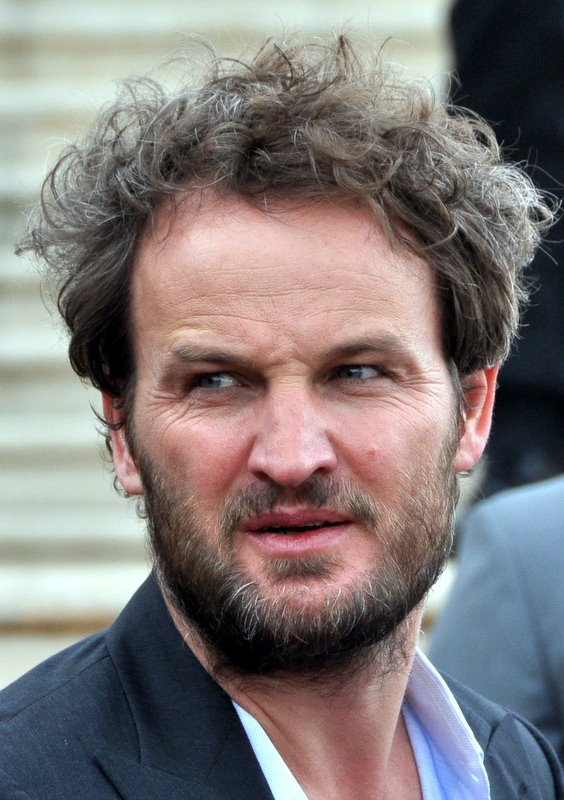
Jason Clarke (2012)
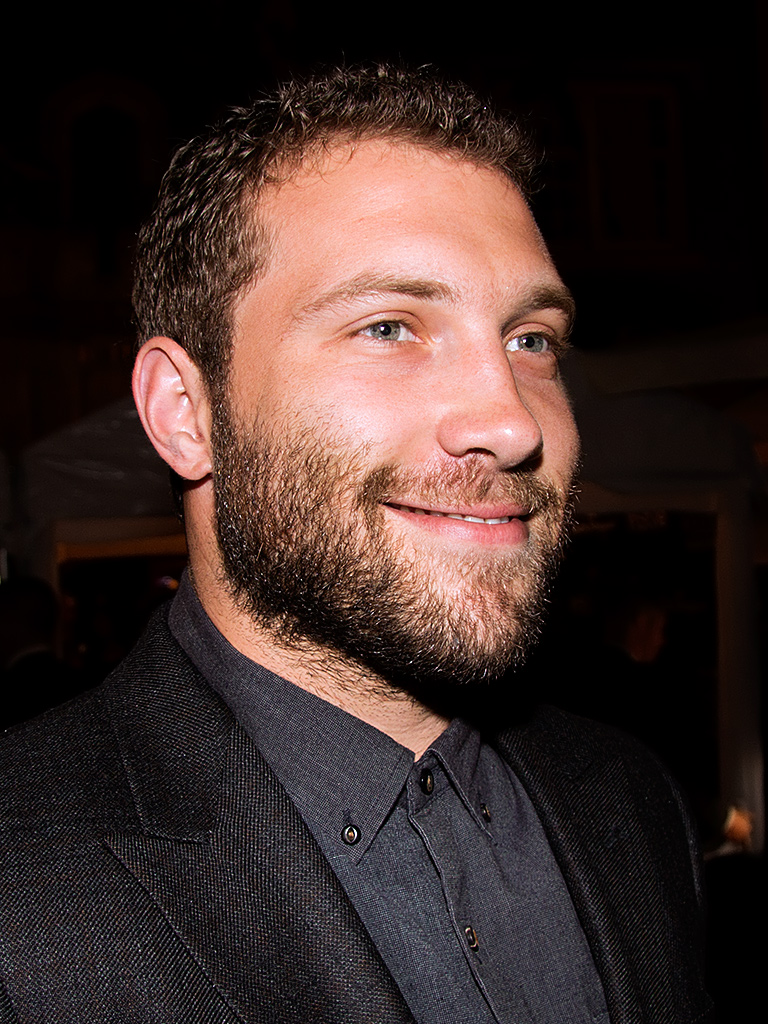
Jai Courtney (2013)
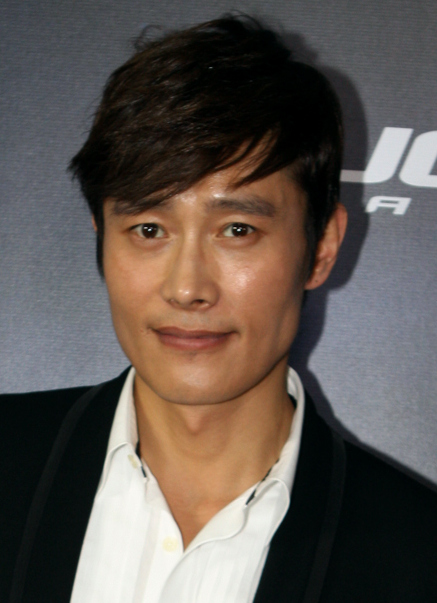
Lee Byung-hun (2013)
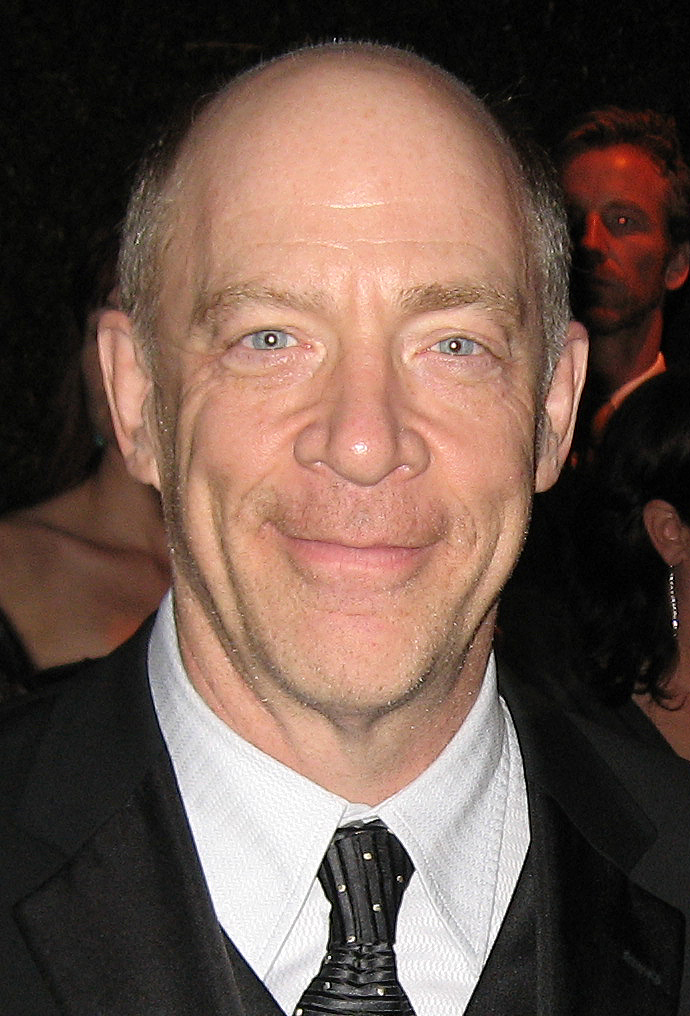
J. K. Simmons (2009)
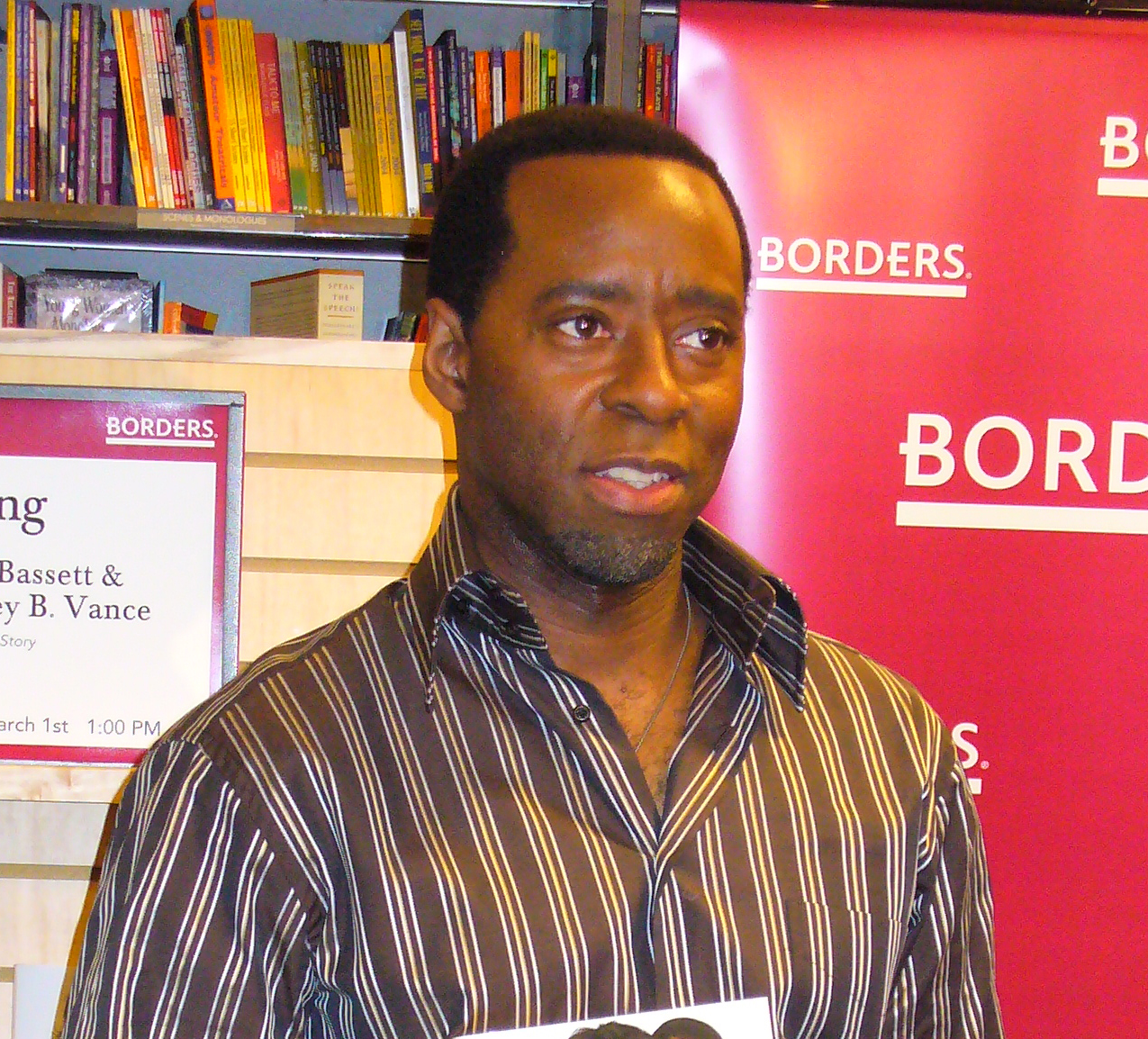
Courtney B. Vance (2007)
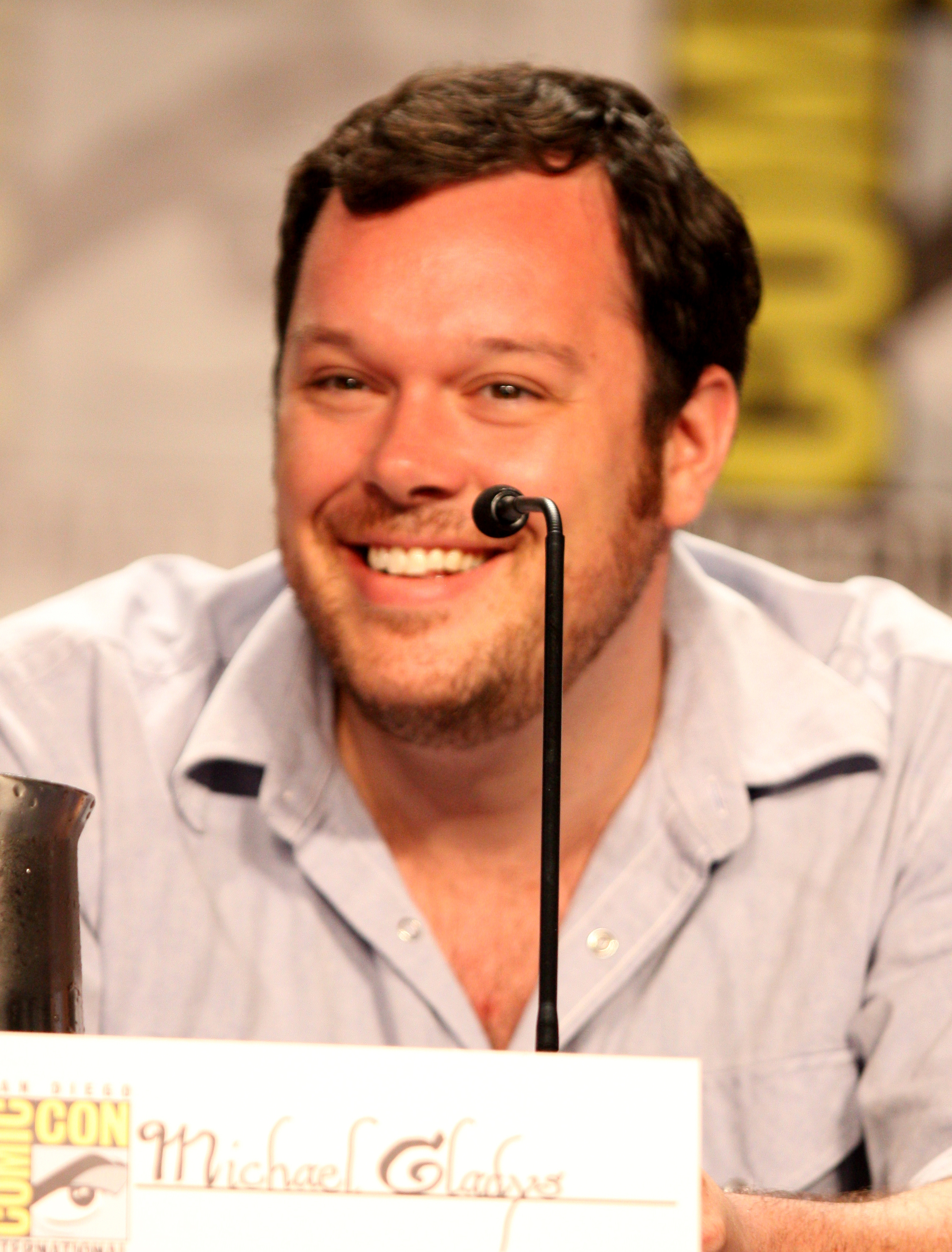
Michael Gladis (2011)

## Rezeption

### Einspielergebnis
Terminator: Genisys startete am 1. Juli 2015 landesweit in den US-Kinos und damit vor dem Independence-Day-Wochenende und spielte am ersten Tag 8,9 Millionen US-Dollar ein. In China spielte der Film am ersten Kinotag 27,4 Millionen Dollar ein und war damit der viertbeste chinesische Start eines Hollywood-Films überhaupt.
Das weltweite Einspielergebnis betrug rund 440 Mio. US-Dollar. Terminator: Genisys wurde damit zum ersten US-amerikanischen Film, der weltweit über 400 Millionen US-Dollar einspielte, in den USA und Kanada selbst jedoch weniger als 100 Millionen Dollar. Außerdem ist Terminator: Genisys damit nach Terminator 2 – Tag der Abrechnung im Hinblick auf das weltweite Einspielergebnis der zweiterfolgreichste Film der Reihe.

### Kritiken
Der erste Film des Terminator-Franchises, der nach zwölfjähriger Pause wieder mit Schwarzenegger besetzt wurde, konnte die Kritiker nicht überzeugen wie einst Terminator (1984) oder Terminator 2 – Tag der Abrechnung (1991). Er wurde mit stark gemischten Gefühlen aufgenommen, ähnlich wie Terminator 3 – Rebellion der Maschinen (2003) oder Terminator: Die Erlösung (2009). Trotz einer niedrigen FSK-Einstufung (zweites Mal PG-13 in den Vereinigten Staaten) und der Konzeption als Sommer-Blockbuster konnte sich der Film in den Vereinigten Staaten mit einem Einspielergebnis von 27,3 Millionen US-Dollar in den drei Tagen nach seinem Kinostart zwar gegen Magic Mike XXL durchsetzen, lag jedoch knapp hinter Jurassic World und Alles steht Kopf, die bereits in den Vorwochen das Ranking anführten.
Jan Küveler urteilte in der Welt am Sonntag:

„Denn auf den Quatsch danach, mit Paralleluniversen und Schulbussen, die unentschlossen an der Golden Gate Bridge hängen wie halb gare Filmideen, hat nun wirklich keiner gewartet. Das Skript ist dermaßen blöde, dass man sich auf den Moment freut, wenn die böse künstliche Intelligenz Skynet die Macht übernimmt und die Menschheit ausrottet.“

In der Wochenzeitung Die Zeit schrieb Oliver Kaever:

„Terminator 2 – Tag der Abrechnung war 1991 mehr als perfektes Popcorn-Kino. Der Film wurde Teil des popkulturellen Diskurses. Wer mitreden wollte, musste ihn gesehen haben. Von einer solchen Signifikanz ist der nunmehr fünfte Aufguss von James Camerons 1984er-Original Welten entfernt. Die Verwertungslogik hat das Material zu einer Geldmaschine umgerüstet. […] Auch Terminator: Genisys wird Geld einspielen, viel Geld. Relevanz aber oder gar Spaß und gute Unterhaltung stellt diese Maschine nicht her.“

In der Filmzeitschrift epd Film schrieb Kai Mihm:

„Wo James Cameron in den Originalfilmen mit ein paar Kniffen existentialistische Funken schlug, verrennt der neue Film sich in einer Geschichte, deren betonte Cleverness auf Dauer nur überkompliziert wirkt. Anstatt die ganze Luftnummer in lustvoll-spielerischer Manier zu überdrehen, erstarrt der Film in einer pseudowissenschaftlichen Plausibilitätshuberei […] Umgekehrt stößt Regisseur Alan Taylor schnell an seine Grenzen wenn es um visuelles Erzählen geht. Auf ikonographische Bilder oder auch nur eine gewisse Eleganz wartet man vergeblich. Einmal mehr erweisen die 3D-Bilder sich als zusätzliches Handicap, mit ihrer suppigen Textur, der mangelnden Tiefenschärfe und den enervierenden Halo-Effekten. […] So gesehen funktioniert »Terminator: Genisys« vor allem auf einer Metaebene sehr gut: Als Erinnerung daran, welch meisterhafter Regisseur James Cameron war und was für visionslose Auftragsfilmer ihn nun beerben sollen.“

### Auszeichnungen
Bei den Teen Choice Awards 2015 erhielt Emilia Clarke eine Nominierung als Summer Movie Star. Im Rahmen der Verleihungen des Jupiter Awards 2016 wurde Clarke als Beste Internationale Schauspielerin nominiert. Im Rahmen der Saturn-Award-Verleihung 2016 wurde Terminator: Genisys als Bester Science-Fiction-Film nominiert.

## Synchronisation
Der Film wurde bei der Interopa Film vertont. Die Synchronregie führte Stefan Fredrich, der auch das Dialogbuch schrieb.
| Rolle                     | Darsteller            | Synchronsprecher     |
| ------------------------- | --------------------- | -------------------- |
| T-800 / junger Terminator | Arnold Schwarzenegger | Thomas Danneberg     |
| John Connor               | Jason Clarke          | Torben Liebrecht     |
| Sarah Connor              | Emilia Clarke         | Gabrielle Pietermann |
| Kyle Reese                | Jai Courtney          | Martin Kautz         |
| Detective O’Brien         | J. K. Simmons         | Jan Spitzer          |
| Miles Dyson               | Courtney B. Vance     | Dietmar Wunder       |
| Danny Dyson               | Dayo Okeniyi          | Adam Nümm            |
| Lieutenant Matias         | Michael Gladis        | Olaf Reichmann       |
| Detective Cheung          | Sandrine Holt         | Damineh Hojat        |
| Detective Harding         | Gregory Alan Williams | Sven Brieger         |
| Skynet                    | Matt Smith            | Peter Lontzek        |

## Sonstiges
Terminator: Genisys ist nach zwölf Jahren der erste Film der Terminator-Reihe, in welchem Arnold Schwarzenegger wieder in die Rolle des Terminators schlüpft, wobei es sich wieder um das Modell der ersten beiden Filme, den T-800, handelt. Dass dieser von Schwarzenegger verkörperte Terminator deutlich älter ist als der aus dem Jahr 1984, wurde von James Cameron dadurch erklärt, dass das menschliche Gewebe auf dem Metallskelett der Androiden altert. Der junge Terminator aus dem Jahr 1984 ist im Wesentlichen computergeneriert, das Gesicht wurde durch Performance-Capture-Aufnahmen mit Schwarzenegger generiert.

## Fortsetzung der Reihe
Im Oktober 2015 beteuerte die Produzentin Dana Goldberg, dass zwar auch weiterhin Fortsetzungen von Terminator: Genisys geplant seien, dass aber der geplante Starttermin angesichts des Einspielergebnisses, das in den USA und international sehr unterschiedlich ausgefallen war, verschoben worden sei, um Marktforschung primär in Europa und Asien bezüglich der zukünftigen Entwicklung der Reihe vornehmen zu können. Im März 2016 verteidigte Hauptdarsteller Schwarzenegger den Film gegen Gerüchte, dass es keine Fortsetzung geben würde. Obwohl das Studio Paramount den geplanten Filmstart von Mai 2017 für die erste Fortsetzung Terminator: Genisys 2 gestrichen hatte, behielt das Studio den Filmstart von Juni 2018 für den dritten Teil Terminator: Genisys 3 bei, und nach der Ankündigung Schwarzeneggers vom März 2016 setzte Paramount den Status des zweiten Teils von „on hold“ (das ausdrückte, dass das Studio erst in Zukunft entscheiden werde, ob eine Fortsetzung gedreht würde) zurück auf das optimistischere „TBA (to be announced)“ („Starttermin kommt“). Im April 2016 erklärte Emilia Clarke, dass sie in kommenden Fortsetzungen der Reihe nicht mehr als Sarah Connor mitspielen würde. Im Januar 2017 wurde bekannt, dass James Cameron die Terminator-Reihe entweder als Produzent oder Regisseur auch nach Terminator: Genisys mit einem weiteren Film fortsetzen wolle, der auch wieder von Skydance Media produziert werden solle und dessen Drehbuch wahrscheinlich von Tim Miller geschrieben werde. Da Cameron die Rechte an der von ihm gestarteten Filmreihe erst 2019 zurückerhielt, war es unwahrscheinlich, dass der Film vorher gedreht werden würde. Im Mai 2017 sagte Arnold Schwarzenegger im Rahmen der Filmfestspiele in Cannes, dass er bei der Fortsetzung dabei sein werde. Im September 2017 wurde bekannt, dass im sechsten Teil der Filmreihe Tim Miller Regie führen solle, jedoch werde es eine Fortsetzung von Terminator 2 – Tag der Abrechnung, die somit alle darauf folgenden Filme ignorieren werde.

## Filmmusik
Der Original-Soundtrack zum Film stammt von Lorne Balfe. Hans Zimmer fungierte als Executive Music Producer.

### Original Soundtrack
Die Gesamtlänge des Soundtracks beträgt 71:52 min.
1. Fate and Hope – 3:57
2. Better Days – 3:05
3. Work Camp – 3:37
4. Bus Ride – 2:03
5. Sarah & Kyle – 4:36
6. Alley Confrontation – 2:33
7. Sarah Kicks Ass – 1:53
8. Cyberdyne – 3:41
9. Still After Us – 2:52
10. Come With Me – 3:42
11. John Connor – 2:56
12. It’s Really Me – 2:36
13. Alcove – 2:17
14. I Am More – 2:40
15. If You Love Me You Die – 5:52
16. Judgment Day – 2:56
17. Family – 3:14
18. Fight – 3:01
19. Sacrifice – 4:21
20. Guardianship – 3:26
21. What If I Cant? – 4:23
22. Terminated – 2:00

### Zusätzliche Filmmusik
Diese Lieder kommen im Film vor, sind aber nicht im Original-Soundtrack enthalten.
1. I Wanna Be Sedated – Ramones
2. Love Runs Out – One Republic
3. Bad Boys – Inner Circle
4. The Terminator Theme – Brad Fiedel
5. Fighting Shadows – Jane Zhang (feat. Big Sean)

### Trailer-Songs
1. I’d Love to Change the World (Offizieller Trailer) – Jetta
2. I Gotta Rokk (Big Spot Game Trailer) – DJ Shadow
3. Smells Like Freedom (Extended TV Spot Trailer) – Jeff MacDonald (Louder Productions)